# Scythris heinemanni
Scythris heinemanni is een vlinder uit de familie dikkopmotten (Scythrididae). De wetenschappelijke naam is voor het eerst geldig gepubliceerd in 1869 door Moschler.
De soort komt voor in Europa.